# 25642 Adiseshan
25642 Adiseshan (tên chỉ định: 2000 AW65) là một tiểu hành tinh vành đai chính. Nó được phát hiện vào ngày 4 tháng 1 năm 2000 bởi dự án Nghiên cứu tiểu hành tinh gần Trái Đất Lincoln ở Socorro, New Mexico. Nó được đặt theo tên Tara Anjali Adiseshan, an American high school student whose animal sciences project won first place ở the 2009 Giải thưởng Khoa học và Kỹ thuật Intel.